# Битва при Гердонии (210 до н. э.)
Битва при Гердонии — сражение между римскими и карфагенскими войсками в ходе второй Пунической войны, закончившееся победой карфагенян.

### Предыстория
После перехода через Альпы Ганнибал нанёс ряд поражений римлянам в Италии. После битвы при Каннах война стала идти с переменным успехом в южной Италии. В 210 до н. э. после захвата Салапии, Марк Клавдий Марцелл, пользуясь тем, что Ганнибал находится в Бруттии начал наступление в Самнии и захватил город Компса. В то же время консул прошлого года Гней Фульвий Центумал, действующий в Апулии расположился лагерем недалеко от Гердонии (ныне Ордона). Проконсул был уверен, что взять город не составит большого труда, ведь то, что Ганнибал ушёл в Бруттий, а Салапия пала, должно было усилить проримские взгляды внутри города. Всё это узнал Ганнибал через своих лазутчиков, и он решил не упускать такой удобный и редкий в то время случай не только разгромить вражескую армию, но и защитить союзников. Оставив весь обоз в Бруттии, пунийская армия форсированным маршем подошла к Гердонии и выстроилась перед римским лагерем.

### Битва
Битва началась с обеих сторон столкновением тяжёлой пехоты. Конница же первое время оставалась под наблюдением. Когда Ганнибал увидел, что внимание римлян сосредоточилось на бое пехот, он решил повторить манёвр, который принёс ему победу при Каннах. Пунийская конница быстро выдвинулась вперёд, и, обойдя строй врага направилась к римскому лагерю. Захватив его, кавалерия ударила римлянам в тыл. В это же время Ганнибал усилил натиск с фронта. Римская армия, атакованная со всех сторон потерпела полное поражение. 

### Итоги битвы
Битва предотвратила захват Гердонии римлянами, а их армия потерпела крупное поражение. Впрочем, это сражение мало повлияло на исход войны. Римляне продолжили упорно сражаться, а через 9 лет война завершилась в их пользу. 